# Kelly Evernden
Kelly Evernden, né le 21 septembre 1961 à Gisborne, est un ancien joueur néo-zélandais de tennis.
Sa particularité est de ne posséder qu'un seul poumon à la suite d'un accident de voiture. Malgré ce handicap, il a mené une carrière au plus haut niveau.

## Palmarès

### Titres en simple (3)
| No | Date       | Nom et lieu du tournoi      | Catégorie       | Dotation  | Surface      | Finaliste      | Score         |  |
| -- | ---------- | --------------------------- | --------------- | --------- | ------------ | -------------- | ------------- |  |
| 1  | 15-06-1987 | Tournoi de Bristol, Bristol |                 | 100 000 $ | Gazon (ext.) | Tim Wilkison   | 6-4, 7-6      |  |
| 2  | 05-10-1987 | Queensland Open, Brisbane   | GP World Series | 150 000 $ | Dur (int.)   | Eric Jelen     | 3-6, 6-1, 6-1 |  |
| 3  | 02-01-1989 | BP Nationals, Wellington    |                 | 115 000 $ | Dur (ext.)   | Shūzō Matsuoka | 7-5, 6-1, 6-4 |  |

### Finales en simple (4)
| No | Date       | Nom et lieu du tournoi             | Catégorie       | Dotation  | Surface         | Vainqueur       | Score                   |          |
| -- | ---------- | ---------------------------------- | --------------- | --------- | --------------- | --------------- | ----------------------- | -------- |
| 1  | 07-10-1985 | GWA Mazda Tennis Classic, Brisbane | GP World Series | 80 000 $  | Moquette (int.) | Paul Annacone   | 6-3, 6-3                |          |
| 2  | 09-12-1985 | New South Wales Open, Sydney       |                 | 125 000 $ | Gazon (ext.)    | Henri Leconte   | 6-7, 6-2, 6-3           | Parcours |
| 3  | 16-10-1989 | CA Tennis Trophy, Vienne           |                 | 225 000 $ | Moquette (int.) | Paul Annacone   | 6-7, 6-4, 6-1, 2-6, 6-3 |          |
| 4  | 20-08-1990 | OTB International, Schenectady     | World Series    | 125 000 $ | Dur (ext.)      | Ramesh Krishnan | 6-1, 6-1                |          |

### Titres en double (5)
| No | Date       | Nom et lieu du tournoi                        | Catégorie           | Dotation  | Surface         | Partenaire      | Finalistes                    | Score         |  |
| -- | ---------- | --------------------------------------------- | ------------------- | --------- | --------------- | --------------- | ----------------------------- | ------------- |  |
| 1  | 31-03-1986 | Tournoi de tennis de Cologne Cologne          |                     | 100 000 $ | Dur (int.)      | Chip Hooper     | Jan Gunnarsson Peter Lundgren | 6-4, 6-7, 6-3 |  |
| 2  | 05-10-1987 | Queensland Open Brisbane                      | GP World Series     | 150 000 $ | Dur (int.)      | Matt Anger      | Broderick Dyke Wally Masur    | 7-6, 6-2      |  |
| 3  | 22-02-1988 | Ebel U.S. Pro Indoor Philadelphie             |                     | 410 000 $ | Moquette (int.) | Johan Kriek     | Kevin Curren Danie Visser     | 7-6, 6-3      |  |
| 4  | 14-08-1989 | Player's International Canadian Open Montréal | Championship Series | 550 000 $ | Dur (ext.)      | Todd Witsken    | Charles Beckman Shelby Cannon | 6-3, 6-3      |  |
| 5  | 01-01-1990 | BP Nationals Wellington                       | World Series        | 125 000 $ | Dur (ext.)      | Nicolás Pereira | Sergio Casal Emilio Sánchez   | 6-4, 7-6      |  |

### Finales en double (3)
| No | Date       | Nom et lieu du tournoi           | Catégorie    | Dotation  | Surface         | Vainqueurs                   | Partenaire         | Score    |  |
| -- | ---------- | -------------------------------- | ------------ | --------- | --------------- | ---------------------------- | ------------------ | -------- |  |
| 1  | 07-08-1989 | Swiss Army Knife Open Livingston |              | 93 400 $  | Dur (ext.)      | Tim Pawsat Tim Wilkison      | Sammy Giammalva Jr | 7-5, 6-3 |  |
| 2  | 16-10-1989 | CA Tennis Trophy Vienne          |              | 225 000 $ | Moquette (int.) | Jan Gunnarsson Anders Järryd | Paul Annacone      | 6-2, 6-3 |  |
| 3  | 20-04-1992 | KAL Cup Korea Open Séoul         | World Series | 145 000 $ | Dur (ext.)      | Kevin Curren Gary Muller     | Brad Pearce        | 7-6, 6-4 |  |